# Фридрих фон Бранденбург-Ансбах (1497 – 1536)
Фридрих фон Бранденбург-Ансбах (на немски: Friedrich von Brandenburg-Ansbach; * 17 януари 1497 в Ансбах; † 20 август 1536 в Генуа) е домпробст в катедралата на Вюрцбург, диригент на църковен хор във Вюрцбург и Залцбург и по време на Селкската война през 1525 г. командир на крепост Мариенберг (Вюрцбург). Той принадлежи към франкската бранденбургска линия на Хоенцолерните.
Той е петият син на маркграф Фридрих II фон Бранденбург-Ансбах-Кулмбах (1460–1536) и съпругата му принцеса София Ягелонка (1464–1512), дъщеря на крал Кажимеж IV от Полша.
Фридрих следва в университет Инголщат и поема там първите работи. От 1530 г. е диригент на хор в Залцбург.